# Flipasa
Las flipasas son enzimas ubicadas en la membrana y son responsables de ayudar en el movimiento de las moléculas de fosfolípidos entre las dos capas que componen la membrana celular. Este movimiento de difusión transversal o mecanismo de flip-flop regula la distribución asimétrica de los fosfolípidos entre las dos capas de la membrana. La existencia de estas proteínas fue predicha en 1972 por Mark Bretscher, quien también les dio nombre, ya que sin ellas es imposible explicar la asimetría de la bicapa lipídica. También son claves para la apoptosis, pero aún se desconoce cómo actúan.
Aunque los fosfolípidos difunden rápidamente en el plano de la membrana, sus grupos de cabeza polares no pueden pasar fácilmente a través del centro hidrofóbico de la bicapa, lo que limita su difusión en este sentido. Las moléculas de fosfolípido que se sintetizan en la célula se incorporan en la cara citoplásmica de la membrana, donde luego las flipasas pueden transferirlos a la capa externa. Se requiere de energía en forma de ATP para llevar a cabo este traslado, a menudo conocido como flip-flop.
Muchas células mantienen una distribución asimétrica de fosfolípidos entre las capas interna y externa de la bicapa lipídica. La pérdida de la asimetría, en particular la aparición de fosfolípidos aniónicos  fosfatidilserina en la cara externa está considerado un indicador temprano de la apoptosis. Este efecto se ha observado en las neuronas como una respuesta a la exposición a los péptidos beta-amiloides, y se cree que es una de las causas principales de los efectos neurodegenerativos de la enfermedad de Alzheimer.